# Gryllosoma
Gryllosoma är ett släkte av insekter. Gryllosoma ingår i familjen syrsor.
Kladogram enligt Catalogue of Life:
| Gryllosoma | \| \| Gryllosoma choco \| \| \| \| \| \| Gryllosoma esau \| \| \| \| |
|            | \| \| Gryllosoma choco \| \| \| \| \| \| Gryllosoma esau \| \| \| \| |
|            | Gryllosoma choco                                                     |
|            |                                                                      |
|            | Gryllosoma esau                                                      |
|            |                                                                      |